# 8. Ersatz-Division (Deutsches Kaiserreich)
Die 8. Ersatz-Division war ein Großverband der Preußischen Armee im Ersten Weltkrieg.

## Gliederung
- 29. gemischte Ersatz-Brigade
  - Brigade-Ersatz-Bataillon Nr. 29
  - Brigade-Ersatz-Bataillon Nr. 30
  - Brigade-Ersatz-Bataillon Nr. 31
  - Brigade-Ersatz-Bataillon Nr. 32
  - Brigade-Ersatz-Bataillon Nr. 80
  - Brigade-Ersatz-Bataillon Nr. 86
  - Kavallerie-Ersatz-Abteilung Bonn/VIII. Armee-Korps
  - Feldartillerie-Ersatz-Abteilung Nr. 23
  - Feldartillerie-Ersatz-Abteilung Nr. 44
- 51. gemischte Ersatz-Brigade
  - Brigade-Ersatz-Bataillon Nr. 51
  - Brigade-Ersatz-Bataillon Nr. 52
  - Brigade-Ersatz-Bataillon Nr. 53
  - Brigade-Ersatz-Bataillon Nr. 54
  - Kavallerie-Ersatz-Abteilung Ludwigsburg/XIII. (Königlich Württembergisches) Armee-Korps
  - Feldartillerie-Ersatz-Abteilung Nr. 29
  - Feldartillerie-Ersatz-Abteilung Nr. 65
- 41. gemischte Ersatz-Brigade
  - Brigade-Ersatz-Bataillon Nr. 41
  - Brigade-Ersatz-Bataillon Nr. 42
  - Brigade-Ersatz-Bataillon Nr. 49
  - Brigade-Ersatz-Bataillon Nr. 50
  - Kavallerie-Ersatz-Abteilung Darmstadt/XVIII. Armee-Korps
  - Feldartillerie-Ersatz-Abteilung Nr. 25
  - Feldartillerie-Ersatz-Abteilung Nr. 67
  - 1. Ersatz-Kompanie/Pionier-Bataillon Nr. 21

## Geschichte

### Aufstellung und Unterstellungen
Die Division wurde mit der Mobilmachung am 2. August 1914 aufgestellt und ausschließlich an der Westfront eingesetzt. Die Aufstellungsphase fand mit der Zusammenziehung aller Truppenteile am Abend des 17. August 1914 in Saarbrücken ihr Ende. Die Division war nach der Aufstellung dem XXI. Armee-Korps unterstellt und war zu Beginn des Ersten Weltkrieges Teil der 6. Armee. Gegen Ende 1914 wechselte die Division zum XIV. Armee-Korps ins Artois und wurde Mitte Dezember der Armeeabteilung Strantz an der Moselfront unterstellt. Dort verblieb die Division mehr als 21 Monate, bis sie Anfang Oktober 1916 zur „Gruppe D“ (von Garnier) der 1. Armee an die Somme verlegt wurde. Bereits Mitte November kehrte sie in ihre alten Stellungen im Bereich der Armee-Abteilung C zurück.

### Gefechte
Vom 20. bis 22. August 1914 folgte im Rahmen des XXI. Armee-Korps die Teilnahme an der Schlacht in Lothringen und vom 22. August bis 14. September an der Schlacht vor Nancy-Épinal. Danach an den Moselabschnitt begann der Stellungskrieg im Priesterwald (Bois de Pretre) und Kämpfe bei Remenauville, Regnièville, Féy. Zwischen 17. und 27. September bestand die Division Gefechte am Delmer Rücken und vom 21. bis 23. Oktober am Mort-Mare. Vom 1. bis 2. November folgten Gefechte bei Norrey.
Die 8. Ersatz-Division lag 1915 und 1916 durchwegs im Stellungskrieg zwischen Maas und Mosel, sie bildete den linken Flügel der Armee-Abteilung Strantz.
Vom 7. Dezember 1914 bis 6. Mai 1915 lag die Division wieder im Priesterwald, bestand vom 17. bis 25. Januar 1915 Gefechte am Croix des Carmes, ab 16. Februar Gefechte am Croix des Carmes. Ab Ende März bis Anfang Juli folgten Stellungskämpfe bei Regnièville, Fey, dabei am 7. April und 4. Juli speziell bei Regniéville und bei Fey. Zwischen 21. Februar bis Anfang Oktober 1916 eine Fortsetzung der Stellungskämpfe zwischen Maas und Mosel, dabei vom 2. März bis 6. Oktober stärkere Gefechte im Priesterwald. Bis 6. Oktober größere Kämpfe bei Remenauville, Regnièville und neuerlich bei Fey.
Vom 12. Oktober bis 18. November wurde die 8. Ersatz-Division im Rahmen des V. Reserve-Korps (Gruppe D) in der Schlacht an der Somme eingesetzt. Am 17. Oktober löste sie die abgekämpfte 9. Reserve-Division im Raum Bouchavesnes ab.
Nach der Rückkehr in die alten Stellungen zwischen Maas und Mosel ab 23. November 1916 folgten bis 23. Februar 1917 neuerlich Stellungskämpfe im Priesterwald, bei Regniéville und Fey;
Bis 1. März 1917 lag die 8. Ersatz-Division wieder in Stellung bei Remeanuville, Regniéville und Fey en Haye.
Ab 2. Februar 1917 bestand die 8. Ersatz-Division nur noch aus württembergischen Einheiten und wurde kurz darauf am 1. April 1917 zur 243. (Württ.) Infanterie-Division umgewandelt.

### Gefechtskalender

#### 1914
- 20. bis 22. August --- Schlacht in Lothringen
- 22. August bis 14. September --- Schlacht vor Nancy-Épinal
- ab 13. September --- Kämpfe im Priesterwald
- ab 13. September --- Kämpfe bei Remenauville, Regnièville, Féy
  - 17. bis 27. September --- Gefechte am Delmer Rücken
- ab 18. September --- Kämpfe zwischen Maas und Mosel
  - 21. bis 23. Oktober --- Gefechte am Mort-Mare
  - 1. bis 2. November --- Gefechte bei Norrey
  - 7. bis 10. Dezember --- Gefechte im Priesterwald

#### 1915
- bis 6. Mai --- Kämpfe im Priesterwald
  - 17. bis 25. Januar --- Gefechte am Croix des Carmes
  - 16. bis 17. Februar --- Gefechte am Croix des Carmes
  - 30. März bis 15. April --- Gefechte im Priesterwald
  - 31. März bis 7. April --- Gefechte bei Regniéville–Fey-en-Haye
- Kämpfe bei Remenauville, Regnièville, Fey-en-Haye
  - 4. Juli --- Gefecht bei Fey
- Kämpfe zwischen Maas und Mosel

#### 1916
- bis 20. Februar --- Kämpfe zwischen Maas und Mosel
- 21. Februar bis 25. August --- Kämpfe zwischen Maas und Mosel
  - 2. März bis 6. Oktober --- Gefechte im Priesterwald
- 26. August bis 6. Oktober --- bis 6. Oktober --- Stellungskämpfe zwischen Maas und Mosel
- bis 6. Oktober --- Kämpfe bei Remenauville, Regnièville, Fey
- 12. Oktober bis 18. November --- Schlacht an der Somme
- ab 23. November --- Kämpfe im Priesterwald, bei Regniéville und Fey; Stellungskämpfe zwischen Maas und Mosel

#### 1917
- bis 23. Februar --- Kämpfe im Priesterwald, bei Regniéville und Fey; Stellungskämpfe zwischen Maas und Mosel
- bis 1. März --- Stellungskämpfe bei Remeanuville, Regniéville und Fey-en-Haye

## Kommandeure
| Dienstgrad      | Name                    | Datum                                |
| --------------- | ----------------------- | ------------------------------------ |
| Generalleutnant | Friedrich von Hausmann  | 16. August bis 1. September 1914     |
| Generalleutnant | Hermann Kosch           | 02. September 1914 bis 3. April 1915 |
| Generalmajor    | Karl von Stumpff        | 04. April 1915 bis 1. Januar 1917    |
| Generalmajor    | Hans von Leyser         | 02. Januar bis 8. Februar 1917       |
| Generalmajor    | Friedrich von Schippert | 09. Februar bis 1. März 1917         |